# Данијел Срб
Данијел Срб (Осијек, 23. новембар 1964) је хрватски десничарски политичар и бивши председник Хрватске странке права, по некима пореклом Лужички Србин из Чешке.

## Биографија
Дипломирао је на ФСБ факултету у Загребу. Био је наставник у ЕМШЦу у Осијеку 1991. а после се запошљава у КБЦу.
Учествовао је у рату у Хрватској у коме је и одликован.
Седам пута је био хрватски првак у веслању.
Ожењен је и има троје деце.

## Занимљивости
Срб се противио обнови споменика устанку народа Хрватске, срушеном у Олуји 1995., жртвама Другог светског рата, у месту Срб у коме су се Срби успротивили усташама 27. јулa 1941. Тај датум је слављен као Дан устанка народа Хрватске.
Критикује додељивање социјалне помоћи местима која су претрпела штету у рату у Хрватској, оптужујући да је та помоћ за Србе. Његова критика је оцењена као ”расистичка порука”.
Залагао се против коришћења ћириличног писма у Вуковару, Бенковцу и Обровцу..
Подржао је посету Јадранке Косор Косова и Метохије 24. августа 2011.
На дан комеморације усташког концентрационог логора Јадовно 29. јуна 2013, изјавио је да ”поштује све жртве Другог светског рата”, а онда је посетио комеморацију смрти усташе Стјепана Девчића.
Залагао се да се Србија уцењује при приступању Европској унији.